# Postal 2: Штопор жжот
«Postal 2: Штопор жжот!» — дополнение к компьютерной игре Postal 2 в жанре шутера от первого лица, сюжетно являющееся спин-оффом. Американская компания Running with Scissors, выступившая разработчиком всех основных игр и дополнений серии Postal, не принимала никакого участия в создании дополнения «Postal 2: Штопор жжот» — оно было разработано малоизвестной российской студией Avalon Style Entertainment. Несмотря на это, данное дополнение было издано на территории России компанией «Акелла», официальным российским издателем серии Postal. Также оно получило издание в Японии, в которой вышло под названием «ポスタル2 ロシアより愛をこめて», и содержало в себе японские субтитры и английскую озвучку, выполненную теми же актёрами, участвовавшими в русской локализации.
Изначально дополнение было сделано про русского разработчика компьютерных игр, который пытается издать свою новую поделку. Но поняв, что в таком виде игра не будет представлять интереса, издатель «Акелла» обратилась за помощью к Петру Иващенко. За несколько дней он придумал абсолютно новый сюжет под уже готовые заскриптованные сцены. Сценарий дополнения, вышедшего в 2005 году, почти полностью повторяет сценарий фильма «Адреналин 2: Высокое напряжение» (2009) и фильма «Матрица: Воскрешение» (2021). Разработчики дополнения переделали озвучивание оригинала (благодаря чему большинство фраз, высказанных в «Postal 2: Штопор жжот», является юмористическим и даже содержит чёрный юмор), добавили новый город, «Мухосранск-Сити» и придумали новый сюжет с новым героем по имени Штопор. Также некоторые элементы дополнения переделаны под русские реалии- появилась водка, на улицах стоят отечественные автомобили и тому подобное. В музыкальной части дополнение имеет множество композиций московских панк-групп, а также телеведущего Александра Пушного.
Дополнение устанавливается только при наличии установленной на компьютер игры Postal 2 от «Акелла» версии v1337a.

## Сюжет
Главный герой Штопор просыпается в психиатрической больнице с амнезией и понимает, что ему сменили пол. За 4 дня ему необходимо узнать, кто он такой и кто сменил ему пол и похитил его половой орган.

### Персонажи
- Штопор (настоящее имя неизвестно) — главный герой игры, внешне выглядящий как Чувак — главный герой оригинальной Postal 2. О его прошлом ничего толком не известно, кроме того, что он бывшая порнозвезда, которая потеряла сознание после того, как носорог «спустил газы» на него. Очнулся Штопор уже в психбольнице с амнезией и с женскими половыми органами. Как и Чувак, Штопор сторонник чёрного юмора и чрезмерной жестокости, агрессия которого вываливается лишь на врагов. По мере прохождения игры он обнаруживает в себе вторую личность, вызванную сменой пола. Озвучивает Пётр Иващенко.

- Усама бен Ладен — главный антагонист игры, главный террорист в мире, но почему-то скрывается в Мухосранске. Торговец органами, в конце игры объявляет о награде за 5 миллионов у.е. за различные части человеческого тела. Озвучивает Фёдор Сухов

## Геймплей
| Русскоязычные издания | Русскоязычные издания |
| Издание               | Оценка                |
| --------------------- | --------------------- |
| Absolute Games        | 5 %                   |
| «Игромания»           | 4,5/10                |
| «Страна игр»          | 6,5/10                |

Геймплей мало чем отличается от оригинала. Здесь также присутствует симуляция «живого мира». Разработчики сделали упор на здешний юмор. Из-за этого геймплей отклонился в сторону исследования мира (например, здесь можно прийти к важному персонажу и поговорить с ним, вместо того чтобы убить его на месте).
События дополнения происходят в абсолютно новом городе Мухосранск-Сити, находящемся где-то в российской глубинке (судя по надписи ЮЖД на названии станции — в Черноземье), поэтому большинство элементов игры переделаны под русские традиции, так же улицы города украшают плакаты, изображающие картинки юмористической темы (взятые с сайта udaff.com).
Расстановка заданий тоже отличается от оригинала. Игроку не даётся часть города в начале дня, а доступен сразу весь город, но в некоторые «сюжетные» здания (или часть здания) нет доступа до определённого момента.
Появились 3 новых вида оружия:
- Сковородка. Действия и удары схожи с Полицейской дубинкой.
- Грязный носок. Действия схожи с Ножницами.
- Рогатка. Дальнобойное оружие с бесконечным запасом патронов (камней).